# Callipallene amaxana
Callipallene amaxana is een zeespin uit de familie Callipallenidae. De soort behoort tot het geslacht Callipallene. Callipallene amaxana werd in 1933 voor het eerst wetenschappelijk beschreven door Ohshima. 